# Frontinellina
Genre
Frontinellina est un genre d'araignées aranéomorphes de la famille des Linyphiidae.

## Distribution
Les espèces de ce genre se rencontrent en Europe, en Afrique et en Asie.

## Liste des espèces
Selon World Spider Catalog (version 24, 27/01/2023) :
- Frontinellina dearmata (Kulczyński, 1899)
- Frontinellina frutetorum (C. L. Koch, 1835)
- Frontinellina gemalakaensis Irfan, Zhang & Peng, 2022
- Frontinellina locketi van Helsdingen, 1970

## Systématique et taxinomie
Ce genre a été décrit par van Helsdingen en 1969 dans les Linyphiidae.

## Publication originale
- van Helsdingen, 1969 : « A reclassification of the species of Linyphia Latreille based on the functioning of the genitalia (Araneida, Linyphiidae), part I. » Zoologische Verhandelingen, vol. 105, p. 1-303 (texte intégral).